# Korocza
Korocza – miasto w Rosji, w obwodzie biełgorodzkim. W 2010 roku liczyło 587 mieszkańców.